# This Was
This Was — дебютный студийный альбом британской рок-группы Jethro Tull, выпущенный в 1968 году. Запись этого альбома стоила группе лишь 1200 фунтов стерлингов. Альбом занял 10-е место в хит-параде Великобритании и 62-е в чартах США.

## Об альбоме
Альбом содержит кавер-версию мелодии американского джазового композитора и музыканта-мультиинструменталиста Роланда Кёрка «Serenade to a Cuckoo».
Кавер-версию «Dharma for One» записывали группы Ekseption и Pesky Gee. Песню «Cat’s Squirrel» исполняла группа Blodwyn Pig — второй коллектив, созданный сооснователем Jethro Tull Миком Абрахамсом (ушедшим из группы вскоре после записи This Was).
В 2008 году вышло юбилейное переиздание альбома, содержащее моно-, стерео- и бонус-треки.
Песня «A Song for Jeffrey» посвящена Джеффри Хэммонду, впоследствии ставшему бас-гитаристом группы. С этой песней Jethro Tull совместно с Тони Айомми выступили в представлении «Рок-н-ролльный цирк „Роллинг Стоунз“».

## Список композиций
Первая сторона
1. «My Sunday Feeling» (Иен Андерсон) — 3:43
2. «Some Day the Sun Won’t Shine for You» (Иен Андерсон) — 2:49
3. «Beggar’s Farm» (Мик Абрахамс / Иен Андерсон) — 4:19
4. «Move on Alone» (Мик Абрахамс) — 1:58
5. «Serenade to a Cuckoo» (Роланд Кёрк) — 6:07

Вторая сторона
1. «Dharma for One» (Йен Андерсон / Клайв Банкер) — 4:15
2. «It’s Breaking Me Up» (Иен Андерсон) — 5:04
3. «Cat’s Squirrel» (народная, аранжировка Мика Абрахамса) — 5:42
4. «A Song for Jeffrey» (Иен Андерсон) — 3:22
5. «Round» (Йен Андерсон / Клайв Банкер / Гленн Корник / Терри Эллис) — 1:03

Бонус-треки (2001)
1. «One for John Gee» (Мик Абрахамс) — 2:06
2. «Love Story» (Иен Андерсон) — 3:06
3. «Christmas Song» (Иен Андерсон) — 3:06

Бонус-трек (2008)
1. «Sunshine Day»

## Участники записи
Jethro Tull
- Йен Андерсон — вокал, флейта, фортепиано
- Мик Абрахамс — вокал, гитара
- Клайв Банкер — барабаны
- Гленн Корник — бас-гитара

Приглашённые музыканты
- Ди Палмер — валторна